# 1501 Baade
1501 Baade è un asteroide della fascia principale del diametro medio di circa 11,05 km. Scoperto nel 1938, presenta un'orbita caratterizzata da un semiasse maggiore pari a 2,5447474 UA e da un'eccentricità di 0,2405848, inclinata di 7,32188° rispetto all'eclittica.
Il suo nome è in onore dell'astronomo tedesco Walter Baade.